# Go, Dog. Go! (sèrie de televisió)
Go, Dog. Go! és una sèrie de televisió estatunidenca-canadenca d'animació per ordinador desenvolupat per Adam Peltzman i que s'emet per Netflix des del 26 de gener de 2021.

## Ambientació
La jove gossa Tag Barker i les seves aventures a Pawston, una colorida comunitat de gossos en moviment.

## Personatges

### Protagonistes
- Tag Barker (Veu: Michela Luci) el protagonista de la sèrie. una gossa taronja de 6 anys.[2] Tag és l'únic gos que apareix en tots els episodis i segments, i és molt enèrgic i obert. Ella és hàbil en fer invents. És germana de Cheddar Biscuit, Gilber, Spike i Yip Barker.
- Scooch Pooch (Veu: Callum Shoniker) un petit Terrier blau de 6 anys.[2] És el millor amic i veí de Tag.
- Ma Barker (Veu: Katie Griffin) una gossa lavanda que és la mare de Tag, Cheddar Biscuit, Gilber, Spike i Yip Barker.
- Paw Barker (Veu: Martin Roach) un gos marró que és el pare de Tag, Cheddar Biscuit, Gilber, Spike i Yip Barker.
- Cheddar Biscuit (Veu: Tajja Isen) una gossa blanca de 7 anys.[2] És una clown i li encanta actuar per a la gent, i és germana de Tag, Gilber, Spike i Yip Barker.
- Spike Barker (Veu: Lyon Smith) un gos roig. Spike va deixar els Race Cadets per unir-se als Space Cadets, i és germà de Tag, Cheddar Biscuit, Gilber i Yip Barker. És molt atlètic i li agraden els esports.
- Gilber Barker (Veu: Lyon Smith) un gos groc. És el germà de Tag, Cheddar Biscuit, Spike i Yip Barker. Sovint treballa al costat de Cheddar Biscuit sempre que actua o competeix contra Tag.
- Grandma Marge Barker (Veu: Judy Marshank) una vella gossa porpra. És la matriarca de la família Barker i és l'àvia de Tag, Cheddar Biscuit, Gilbert, Spike i Yip Barker.
- Grandpaw Mort Barker (Veu: Patrick McKenna) un vell gos beix. És l'avi de Tag, Cheddar Biscuit, Gilber, Spike i Yip Barker.
- Yip Barker un cadell porpra. És el germà de Tag, Cheddar Biscuit, Spike i Gilber Barker.
- Sgt Pooch (Veu: Linda Ballantyne) un Terrier blau que és la mare de Scooch.

### Personatges secundaris
- Lady Lydia (Veu: Linda Ballantyne) un Caniche rosa que és famosa a Pawston per tenir més barrets que qualsevol gos de la ciutat.
- Sam Whippet (Veu: Joshua Graham) un Llebrer anglès blau.
- Frank (Veu: David Berni) un gos groc.
- Beans (Veu: Anand Rajaram) un gran Bobtail verd.
- Gerald (Veu: Patrick McKenna) un gos de correu xarxet.
- Muttfield (Veu: Patrick McKenna) un gos mag porpra.
- Manhole Dog (Veu: Patrick McKenna) un gos beix.
- The Barkapellas un trio de gossos que canten harmònicament en comptes de parlar.
  - Tenor (Veu: Paul Buckley) un gos taronja alt.
  - Bass (Veu: Reno Selmser) un petit gos porpra.
  - Alto (Veu: Zoe D'Andrea) una gossa cian de mida mitjana.
- Mayor Sniffington (Veu: Linda Ballantyne) una gossa porpra que és l'alcalde de Pawston.
- Beefsteak (Veu: Tajja Isen) un Chihuahua rosa que és entrenador d'exercicis al Ruff and Tumble Gym.
- Wind Swiftly (Veu: Ava Preston) una gossa porpra.
- Tread Lightly un gos xarxet.
- Doug un gos groc.
- Wagnes (Veu: Judy Marshank) una gossa blava que treballa al Big Bowl Diner.
- Hambonio un gos roig.
- Big Dog un gos blanc gegant amb grans orelles grises.
- Little Dog (Veu: Hattie Kragten) una petita gossa porpra.
- Coach Chewman (Veu: Phill Williams) un gos roig.
- Gabe Roof (Veu: Phill Williams) un gos groc.
- Waggs Martinez (Veu: Linda Ballantyne) una gossa porpra.
- Flip Chasely (Veu: Anand Rajaram) un gos marró.
- Catch Morely (Veu: Julie Lemieux) una gossa blava.
- Donny Slippers (Veu: Jamie Watson) un gos roig.
- Bernard Rubber (Veu: Joshua Graham) un petit gos xarxet.

### Altres
- Fetcher (Veu: Deven Mack) un gos xarxet.
- Kelly Korgi (Veu: Stacey Kay) una gossa de color préssec.
- Leo Howlstead (Veu: John Stocker) un vell gos gris.
- Sandra Paws (Veu: Deann DeGruijter) una gran gossa blava gelada.
- Taylee (Veu: Manvi Thapar) una cadella xarxet.
- Chili (Veu: Anand Rajaram) un gran Bobtail roig que el cosí de Beans.
- Franny una cadella marró.
- Bowser (Veu: Anand Rajaram) un gos blau.
- Cam Snapshot una gossa rosa.
- Early Ed (Veu: Robert Tinkler) un gos verd.
- Jerry un gos marró.
- Onlooker Dog (Veu: Anand Rajaram) un gos groc.
- Brutus (Veu: Patrick McKenna) un gos blau.
- Truck Driver (Veu: Joshua Graham) un gos verd.

## Recepció
La sèrie va rebre crítiques generalment positives del públic i de les famílies a Common Sense Media, amb una puntuació de 4 sobre 5 estrelles.

## Premis i nominacions
| Any  | Premi                  | Categoria                                                       | Nominat(s)                                                                   | Resultat  | Ref.        |
| ---- | ---------------------- | --------------------------------------------------------------- | ---------------------------------------------------------------------------- | --------- | ----------- |
| 2021 | Premis Leo             | Millor sèrie d'animació de direcció                             | Andrew Duncan i Kiran Sangherra "Clucky Day / Take Me Out To The Fetch Game" | Nominat   | [ 4 ]       |
| 2022 | Premi ACTRA            | Rendiment excepcional – Inconformitat de gènere o Veu Masculina | Joshua Graham: Sam Whippet "Dog The Right Thing"                             | Guanyador | [ 5 ] [ 6 ] |
| 2022 | Premi ACTRA            | Rendiment excepcional – Inconformitat de gènere o Veu Masculina | Anand Rajaram: Beans "Clucky Day / Take Me Out To The Fetch Game"            | Nominat   | [ 5 ] [ 6 ] |
| 2022 | Premis Canadian Screen | Millor programa o sèrie d'animació                              | Go, Dog. Go!                                                                 | Nominat   | [ 7 ]       |